# Хотазел
Хотазел (англ. Hotazel, Hot as hell — жарко как в аду ) — город в Северно-Капской провинции, ЮАР в 147 км от Постмасбурга , по данным на 2011 год население составляло 1756 человек.

## История
С 1870-х годов в районе города начинаются попытки найти месторождения марганца, железной руды и асбеста геологами из Великобритании и Капской Колонии, которые смогли их найти только к концу Второй Мировой войны. Добыча ресурсов началась в 1958 году, а уже через два года была построена железнодорожная линия Сишен—Хотазел. Город получил своё название после того, как в 1917 году после жаркого дня британский геодезист Роос проведя измерения, отметил на карте ферму, которую он обследовал, и назвал её «Hot as hell» ( англ. Жарко как в аду). 

## Население
Население города по состоянию на 2011 составляло 1756 человек, плотность составила 87 чел/км², расовый состав был следующим
| Раса       | Процент |
| ---------- | ------- |
| Белые      | 30.3%   |
| Азиаты     | 1.3%    |
| Коричневые | 43.7%   |
| Черные     | 23.5%   |
| Другие     | 4.0%    |

Языковой состав:
| Язык       | Процент |
| ---------- | ------- |
| Тсвана     | 48.8%   |
| Африкаанс  | 37.9%   |
| Английский | 5.0%    |
| Сесото     | 2.8%    |
| Другой     | 5.6%    |

## Экономика
В Хотазеле в шахтах Блэк-Рока имеются крупные марганцевые рудники и их добыча является важнейшей частью экономики города.